# Sławomir Derdziński
Sławomir Derdziński (ur. 2 maja 1971 w Toruniu) – polski żużlowiec.
Wychowanek Apatora Toruń. Żużlową licencję zdał w 1989 roku. W rozgrywkach ligowych startował w latach 1991–2002. Sześciokrotny medalista drużynowych mistrzostw Polski (1991 – III, 1992 – III, 1993 – III, 1994 – III, 1995 – II, 1996 – II). Karierę rozpoczął w Apatorze Toruń, w którym startował w latach 1991–1997. Jego kolejnymi etapami w karierze żużlowej były TŻ Opole, WKM Warszawa, ponownie Opole oraz GKM Grudziądz. Karierę żużlową zakończył w wieku 31 lat.
Dwukrotnie zdobył tytuł młodzieżowego mistrza Polski par klubowych (1991, 1992). Dwukrotny młodzieżowy drużynowy mistrz Polski (1990, 1992). Dwukrotny zdobywca drużynowego Pucharu Polski (1993, 1997).
Po zakończeniu kariery był mechanikiem m.in. Jacka Krzyżaniaka, Tomasza Bajerskiego oraz Szweda Andreasa Jonssona.

## Kluby
- Apator Toruń: 1991–1997
- Kolejarz Opole: 1998–1999
- WKM Warszawa: 2000
- TŻ Opole: 2001
- GKM Grudziądz: 2002